# Плешково (Ішимський район)
Плешко́во (рос. Плешково) — село у складі Ішимського району Тюменської області, Росія.
Населення — 1199 осіб (2010, 1231 у 2002).
Національний склад станом на 2002 рік:
- росіяни — 88 %